# صيحة القطعة 49
صيحة القطعة 49 (صدرت عام 1965)، وهي أقصر الروايات التي نشرها الأديب الأميركي توماس بينشون. تتتبع الحكاية أوديبا ماس، شابة من كاليفورنيا، تبدأ بتبني نظرية مؤامرة بينما تكشف عن صراعٍ مُحتملٍ عمره قرون بين شركتي توزيع بريد؛ واحدة فقط من هاتين الشركتين، ثورن وتاكسيس، كانت موجودة فعلًا (من عام 1806 حتى عام 1867) وكانت أول شركة خاصة وزعت البريد العادي. مثل معظم نتاج بينشون، غالبًا ما تُصنف صيحة القطعة 49 ضمن الأدب ما بعد الحداثي. أدرجتها مجلة التايم ضمن «قائمة التايم لأفضل 100 رواية إنجليزية منذ عام 1923 حتى 2005».

## الحبكة
في منتصف ستينيات القرن العشرين، تعيش أوديبا ماس حياة مريحة إلى حد ما في قرية كينيرت (الخيالية) في كاليفورنيا الشمالية، رغم علاقتها الزوجية الباهتة بموتشو ماس، مقدم برامج إذاعية مشَتت، وجلساتها مع الطبيب هيلاريوس، طبيب نفساني ألماني معتوه يحاول معالجة مرضاه باستخدام عقار الهلوسة (إل إس دي). في أحد الأيام، يبلغ مسامع أوديبا خبر وفاة عشيق سابق لها، اسمه بييرس إنفيراريتي، وكيل بيع عقارات فاحش الثراء، ترك لها الوصاية على ممتلكاته الهائلة. يتكشّف أن إنفيرارتي كان مالكًا أو ممولًا لكل التعاملات الجارية في سان نارسيسو، مدينة (خيالية) في كاليفورنيا الجنوبية قرب لوس أنجلوس. تسافر أوديبا إلى سان نارسيسكو لتقابل محامي إنفيرارتي، ممثل طفل سابق اسمه ميتزغر، ويبدأان علاقة غرامية تسحر فرقة روك محلية من المراهقين، اسمها ذا بارانويدز، ويبدأ أعضاؤها بمتابعتهم مدفوعين بهوس التجسس. في أحد الحانات، تلاحظ أوديبا رمز بوق بريدي مُصمت (مركبٌ عليه أداة كتم صوت) محفور يحمل علامة «دبليو. إيه. إس. تي. إي»، وتدردش مع مايك فالوبيان، مؤرخ يميني وناقد للخدمة البريدية، يدعي استخدامه خدمة بريدية سرية.
يتضح أن إنفيرارتي كان على اتصال بالمافيا، وكان يحاول بيع عظام جنود الحرب العالمية الثانية الأمريكيين المنسيين بصورة غير مشروعة إلى شركة سجائر لتستخدمها بمثابة فحم. يذكر أحد أعضاء فرقة ذا بارانويدز أن هذا يذكره بشدة بمسرحية انتقام يعقوبية كان قد شاهدها مؤخرًا اسمها مأساة الساعي. مدفوعَين بالفضول إثر هذه المصادفة، تحضر أوديبا وميتزغر أداءً للمسرحية، يُذكر فيه اسم «تريسترو» باقتضاب. بعد العرض، تدنو أوديبا من مخرج المسرحية، راندولف دريبليت، لكنه يتفادى سؤالها حول ذكر الاسم الغريب. بعد رؤيتها رجلًا يخربش رمز البوق البريدي، تبحث أوديبا عن مايك فالوبيان، الذي يُخبرها أنه يشك في وجود مؤامرة. يتعزز هذا عندما تُكتشف علامات مائية للبوق البريدي المُصمت مخفية على مجموعة طوابع إنفيرارتي الخاصة. يتبين أن الرمز شكل مختلف مُصمت عن شعار نبالة شركة ثورن وتاكسيس: شركة بريدية محتكرة أوروبية من القرن الثامن عشر قمعت كل معارضيها، من بينهم تريستيرو، خدمة بريدية منافسة تمكنت من النجاة لكن ربما دُفعت إلى العمل في الخفاء. استنادًا إلى رمزية الإصمات، تضع أوديبا نظرية فحواها أن تريستيرو ما زالت موجودة في هيئة مجتمع سري ثقافي مضاد له أهداف مجهولة.

## روابط خارجية
- صيحة القطعة 49 على موقع الموسوعة البريطانية (الإنجليزية)